# دشت ذهاب
دشت ذهاب، دشتی است وسیع در شمال‌غربی شهرستان سرپل ذهاب که به‌واسطهٔ سرسبزی و طراوتی که دارد در منطقه معروف شده‌است.
بخش زیادی از محصولات کشاورزی شهرستان سرپل ذهاب در این دشت و به دست اهالی آن منطقه تأمین می‌شود.عمده محصولات این منطقه گندم، جو، حبوبات و صیفی‌جات میباشد. علاوه بر این مردم این دهستان به دامداری و پرورش ماهی و زنبور عسل نیز مشغول می باشند. از مناطق دیدنی آن میتوان به رودخانه دله شیر(دل شیر) سد تنگ حمام آتشکده کوییک و آتشکده سراب ذهاب منطقه گلم کبود و میرمیرو، کوه بایکوان، کوه باخه کو، خضرزنده(خیری زینه)، چم امام حسن و... اشاره کرد